# Grenze zwischen Finnland und Schweden
Die Grenze zwischen Finnland und Schweden ist in ihrem festländischen Hauptteil eine Flussgrenze. Die Länge der Landgrenze beträgt (einschließlich der kurzen Grenzen auf der Insel Kataja südlich von Tornio und der Insel Märket) insgesamt 614 km.

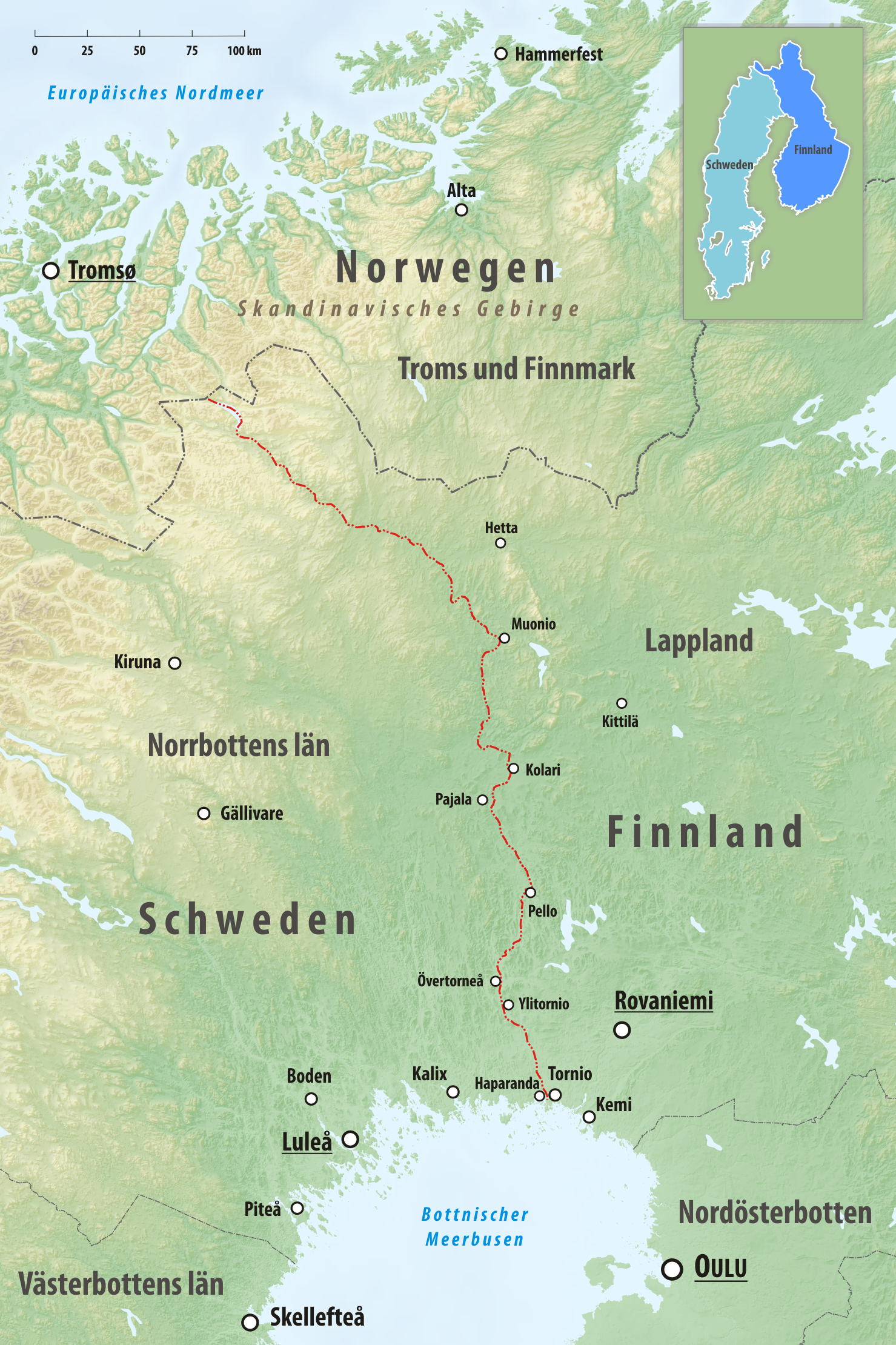
Grenzverlauf Finnland – Schweden

Grenze auf der Insel Kataja

Grenzverlauf auf der Insel Märket

## Verlauf

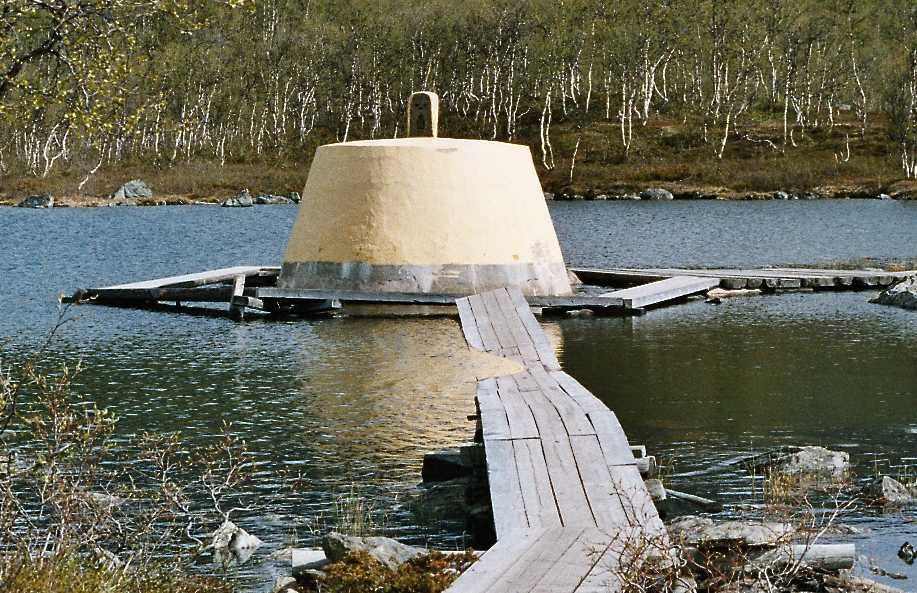
Dreiländereck mit Norwegen

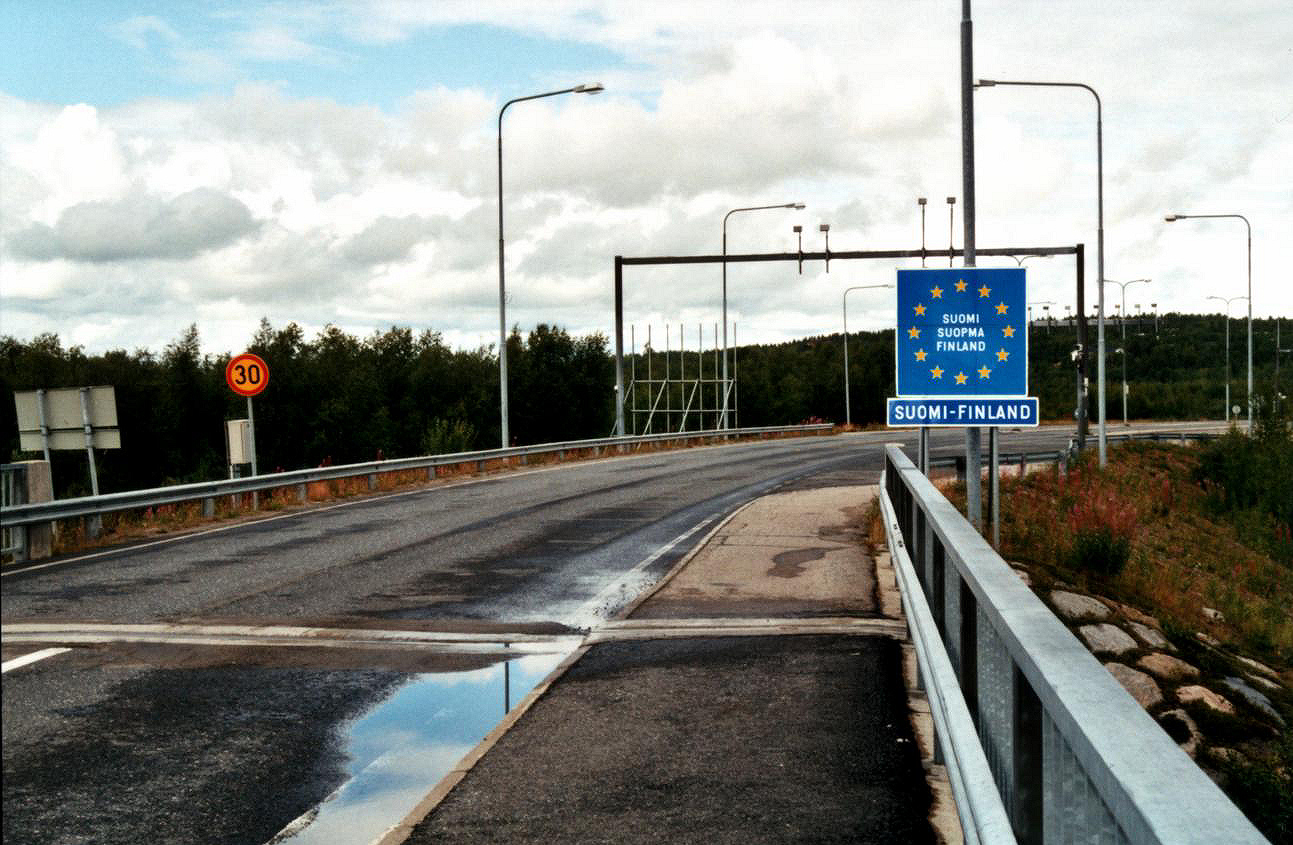
Grenze in Karesuvanto

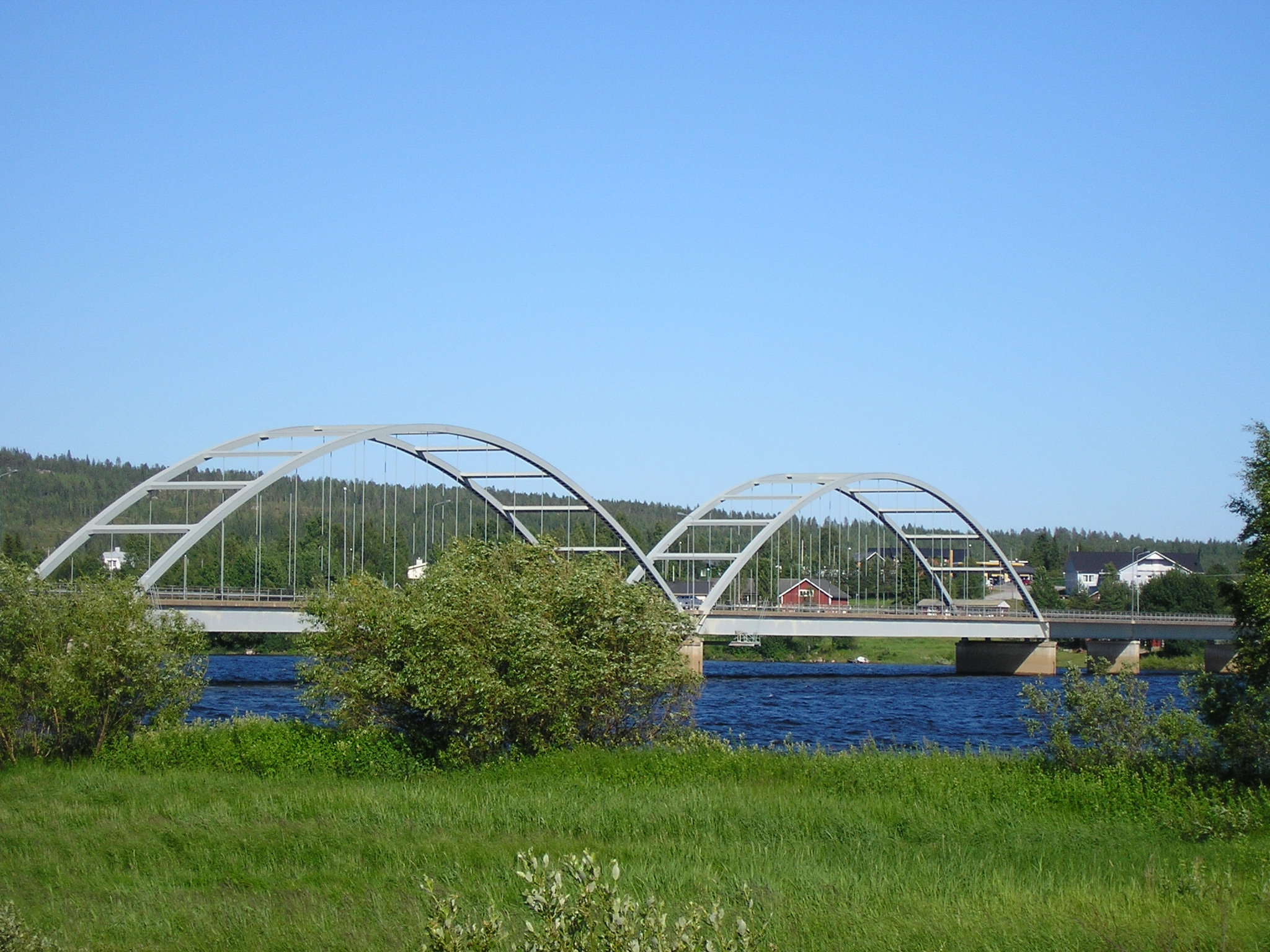
Grenzbrücke über den Torne älv

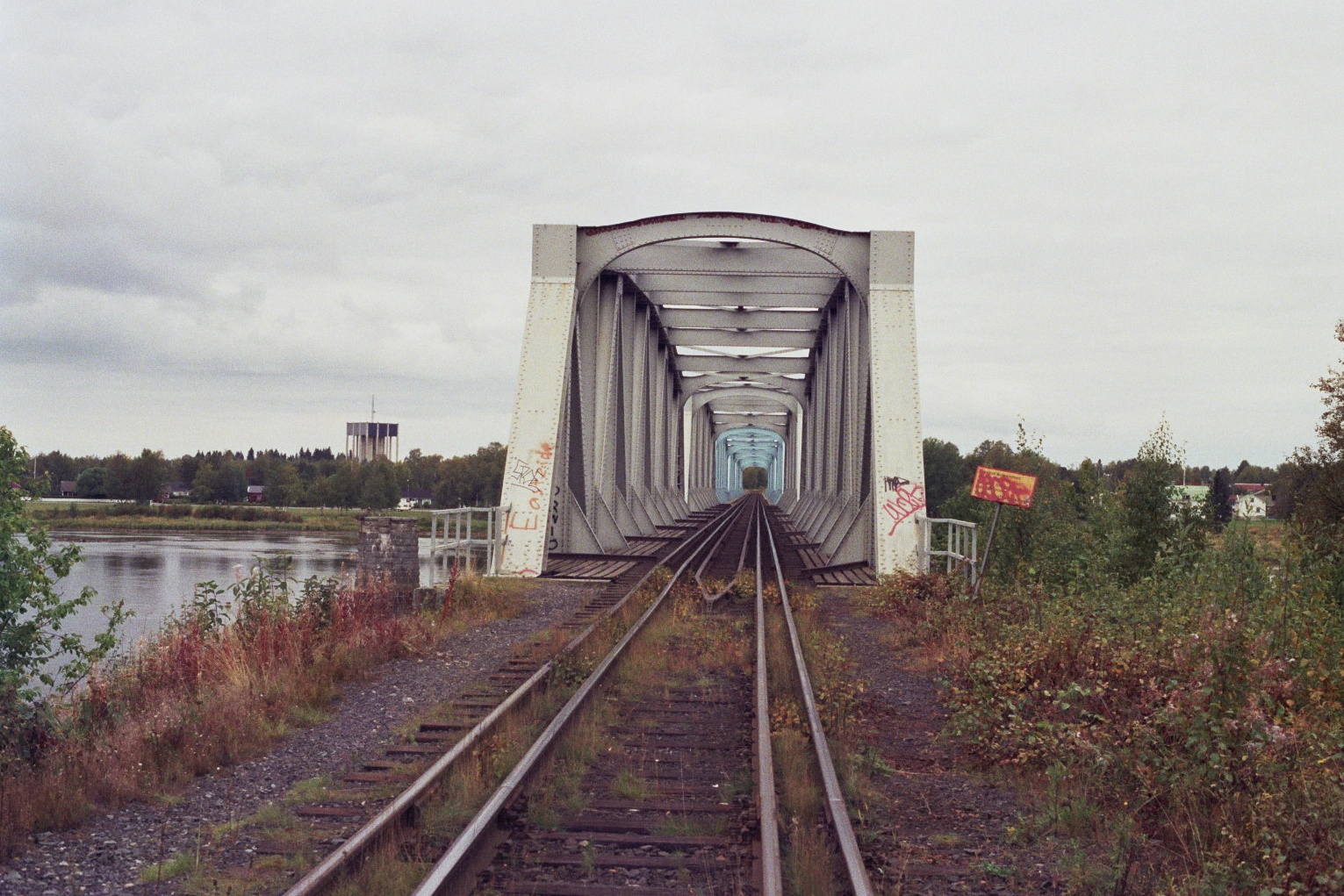
Eisenbahnbrücke bei Tornio

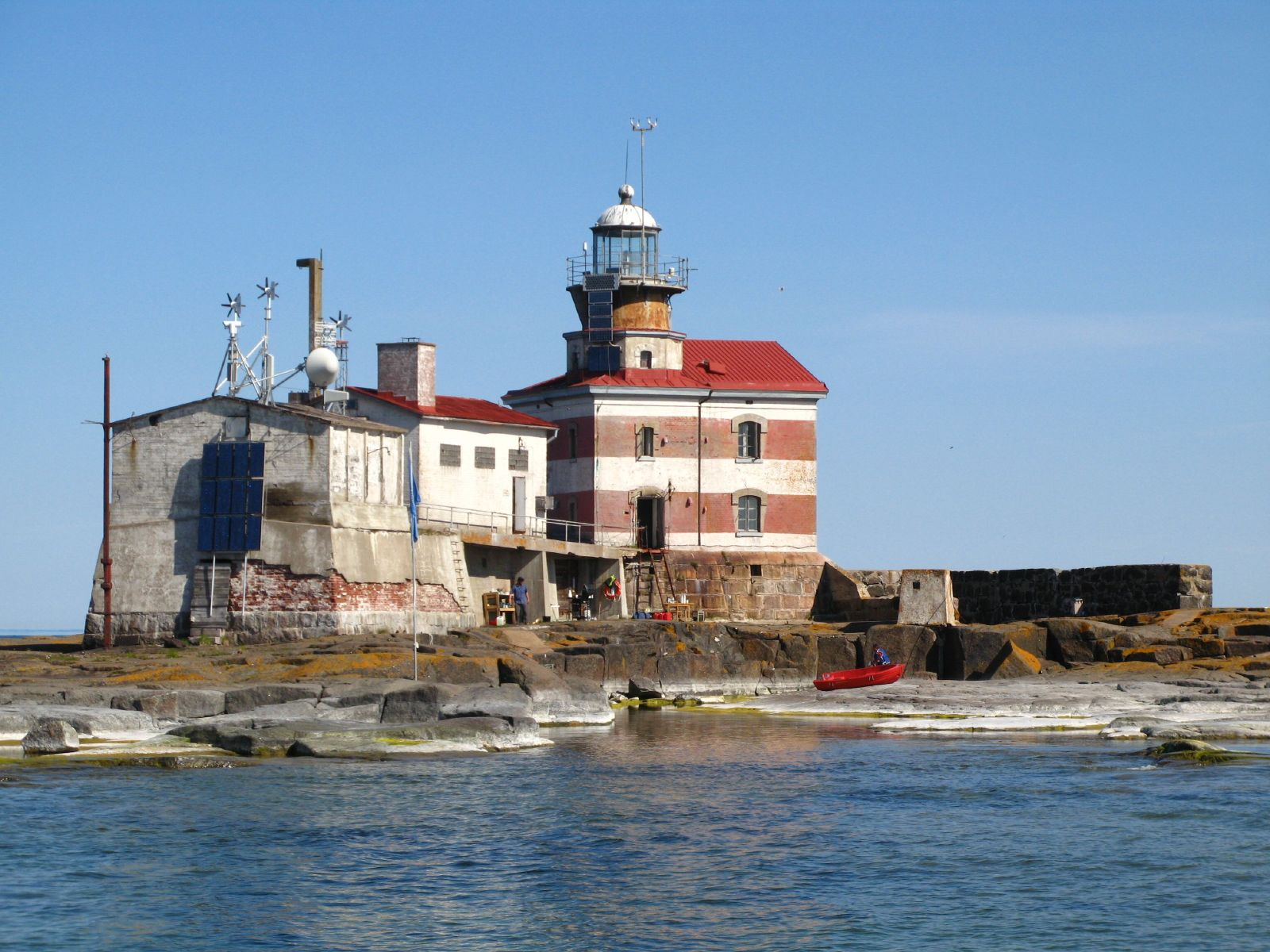
Leuchtfeuer von Märket

Die Grenze beginnt im Norden am Dreiländereck (schwedisch Treriksröset) mit Norwegen beim kleinen finnischen Kuokkimajärvi, läuft entlang des Flusses Könkämäeno (schwedisch Könkämäälven) über das schwedische Karesuando und das finnische Gegenüber Karesuvanto sowie des Muonio älv (finnisch Muonionjoki) zunächst in südöstlicher und später in südlicher Richtung, danach ab Pajala entlang des Torne älv (finnisch Tornionjoki). Bei dem finnischen Tornio, das mit dem schwedischen Haparanda eine Zwillingsstadt bildet, verlässt die Grenze den Flusslauf und verläuft westlich des Stadtteils Suensaari auf einer verlandeten Flussinsel. Von Tornio aus geht die Grenze in den Bottnischen Meerbusen und über die zwischen Schweden und Finnland geteilte Insel Kataja. Nach Süden hin scheidet der Meerbusen die beiden Länder bis zu den Ålandinseln, auf deren Höhe die kleine Insel Märket liegt, über die die Grenze als Landgrenze verläuft; diese hat hier seit einem Gebietsaustausch um den finnischen Leuchtturm im Jahr 1985 eine Länge 490 m. Im Bereich der Ålandinseln besteht eine gemeinsame Seegrenze zwischen den beiden Staaten.

## Gemeinden an der Staatsgrenze (von Nord nach Süd)
| Schweden              | Schweden   | Schweden         |                     | Finnland         | Finnland  | Finnland |
| Provinz               | Kommune    | Grenz- übertritt |                     | Grenz- übertritt | Kommune   | Maakunta |
| --------------------- | ---------- | ---------------- | ------------------- | ---------------- | --------- | -------- |
| Norwegen              |            |                  |                     |                  |           |          |
| Norrbottens län       | Kiruna     |                  | K ö n k ä m ä e n o |                  | Enontekiö | Lappland |
| Norrbottens län       | Pajala     |                  | K ö n k ä m ä e n o |                  | Muonio    | Lappland |
| Norrbottens län       | Pajala     | Kolari           | K ö n k ä m ä e n o |                  |           | Lappland |
| Norrbottens län       | Pajala     | Pello            | K ö n k ä m ä e n o |                  |           | Lappland |
| Norrbottens län       | Övertorneå |                  | K ö n k ä m ä e n o |                  |           | Lappland |
| Norrbottens län       | Ylitornio  |                  | K ö n k ä m ä e n o |                  |           | Lappland |
| Norrbottens län       | Haparanda  |                  | K ö n k ä m ä e n o |                  |           | Lappland |
| Norrbottens län       | Tornio     |                  | K ö n k ä m ä e n o |                  |           | Lappland |
| Bottnischer Meerbusen |            |                  |                     |                  |           |          |

## Geschichte
Als Finnland im Jahr 1809 zum Großfürstentum unter russischer Oberhoheit und von Schweden abgetrennt wurde, wurde im Vertrag von Fredrikshamn die bis auf eine Grenzänderung auf der Insel Märket noch heute bestehende Grenze festgelegt. Bestrebungen auf den schwedischsprachigen Ålandinseln in Richtung auf eine Vereinigung mit Schweden blieben erfolglos.

## Schengen-Grenze
Die finnisch-schwedische Grenze ist offen, da beide Länder Teil des Schengen-Raums sind. Die Grenze kann überall überschritten werden, sofern keine Zollanmeldung oder Identitätskontrolle erforderlich ist. Jedoch setzt die Topographie (Flussläufe und Meer) dieser Möglichkeit enge Grenzen.

## Grenzübergänge
- Straße:
  - Karesuando/Karesuvanto, Europastraße 45
  - Muonio
  - Kolari
  - Pello
  - Övertorneå
  - Tornio/Haparanda, Europastraße 4

- Fähre:
  - Vaasa/Umeå, Europastraße 12, Aurora Botnia
  - Naantali/(Mariehamn)/Kapellskär

- Eisenbahn:
  - Tornio/Haparanda im Verlauf der Strecke von Boden auf Mehrschienengleis, Personenverkehr seit 1992 eingestellt